# Onchidoris bilamellata
Onchidoris bilamellata (Linnaeus, 1767) è un mollusco nudibranchio della famiglia Onchidorididae.

## Biologia
Si nutre di briozoi del genere Alcyonidium, di crostacei delle specie Elminius modestus, Verruca stroemia, del genere Balanus (Balanus balanoides, Balanus balanus ), e talvolta di pesci morti.